# Pozonia bacillifera
Pozonia bacillifera är en spindelart som först beskrevs av Simon 1897.  Pozonia bacillifera ingår i släktet Pozonia och familjen hjulspindlar. Inga underarter finns listade i Catalogue of Life.